# Sławosz Uznański-Wiśniewski
Sławosz Uznański-Wiśniewski (né Uznański; Pools: [swa-vosh oe-znanj-skie vish-njev-skie]; geboren 12 april 1984), (bijgenaamd Suave), is een Poolse astronaut en ingenieur die werkt bij de Europese Ruimtevaartorganisatie (ESA) en voorheen werkzaam was bij CERN. In juni 2025 werd hij de tweede Poolse staatsburger die de ruimte in ging, wat de terugkeer van het land naar bemande ruimtevaart markeerde na 47 jaar en de eerste missie aan boord van het Internationale Ruimtestation.

## Vroege leven en opleiding
Uznański was geboren in Łódź, Polen, op 12 april 1984 – de dag van de 23e verjaardag van Joeri Gagarin's eerste bemande ruimtevlucht. Elke verjaardag van Uznański wenste zijn moeder hem "het allerbeste op Kosmonautendag ". Uznański groeide op in de jaren tachtig en na de ruimtevlucht van Mirosław Hermaszewski in 1978 was het zijn kinderdroom om de ruimte in te gaan.
Sławosz Uznański was opgroeid in Łódź en ging naar de 8e Adam Asnyk High School. In 2008 studeerde hij met grootste onderscheiding af met een masterdiploma aan de Technische Universiteit van Łódź en aan de Universiteit van Nantes; in hetzelfde jaar ontving hij ook het Diplôme d'Ingénieur van het Polytech Nantes. In 2011 ontving hij een doctorstitel met grootste onderscheiding van de Universiteit van de Middellandse Zee Aix-Marseille II voor zijn proefschrift over stralingsbestendige ontwerpen voor ruimtetoepassingen.

## Carrière en ESA

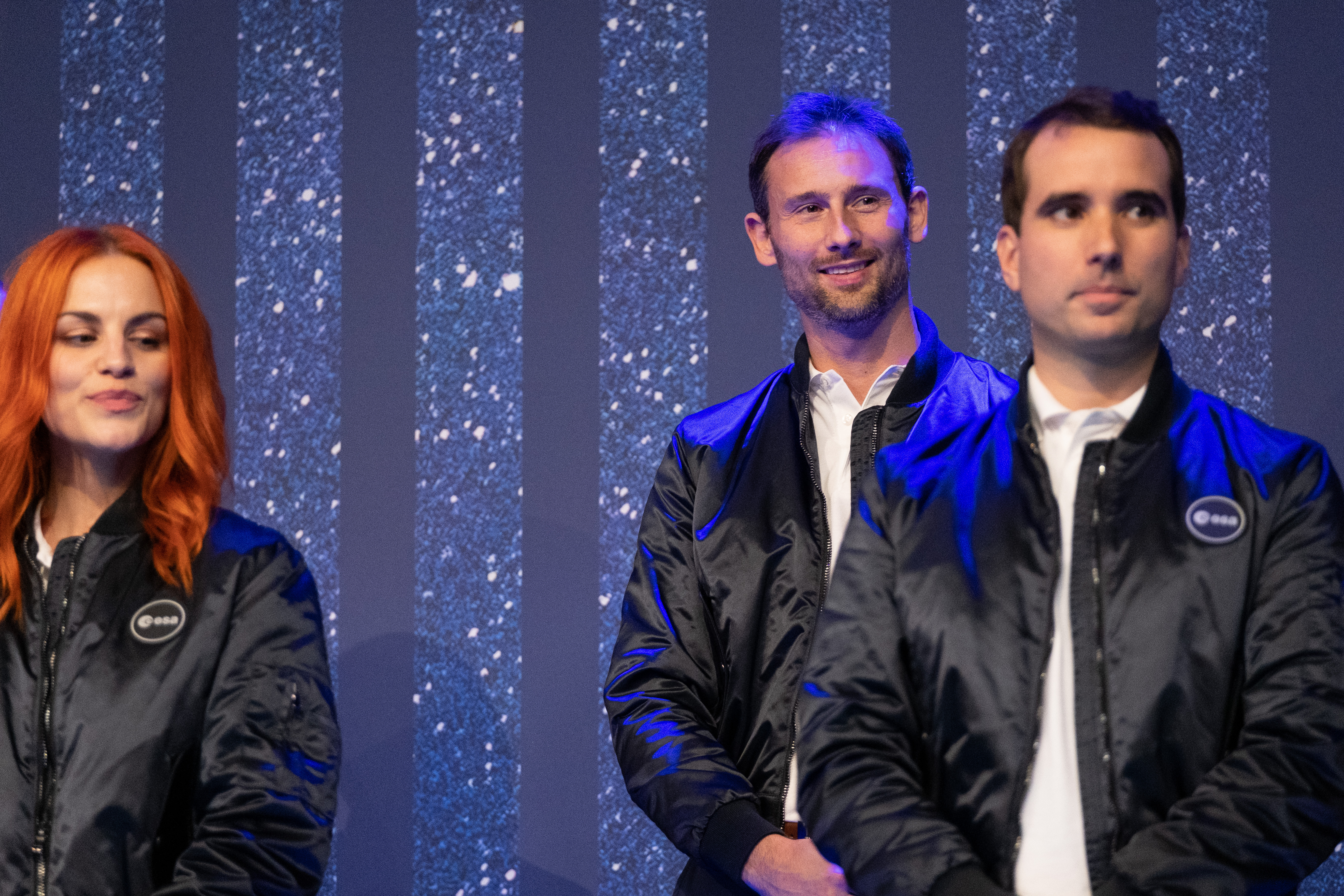
Sara García Alonso, Uznański en Raphaël Liégeois bij de ESA-astronautaankondigingsklasse van 2022 in Parijs

Tijdens zijn doctoraat werkte Uznański bij de productiefaciliteit van STMicroelectronics in Crolles, Frankrijk. In 2011 trad hij in dienst bij de Europese Organisatie voor Nucleair Onderzoek (CERN) in Genève, Zwitserland. In 2013 werd hij benoemd tot projectleider en senior betrouwbaarheidsingenieur bij CERN. Sinds 2014 was hij vrijwilliger en hield hij toezicht op veel commerciële satellietprojecten, zoals ICEYE en Poolse ruimtemissies als PW-Sat2, HyperSat en EagleEye. Van 2018 tot 2020 was hij ingenieur en verantwoordelijk voor de Large Hadron Collider. In 2019 was hij technisch expert en reviewer voor het Horizon 2020- programma, waarbij hij voor het Europees Uitvoerend Agentschap voor Onderzoek (REA) onderzoek deed naar de Europese autonomie en technologische concurrentiekracht in de ruimtevaartindustrie.
In november 2022 werd hij door het European Astronaut Corps aangekondigd als een van de elf reserve-astronauten voor de European Space Agency Astronaut Group van 2022, uit een groep van meer dan 22.500 sollicitanten. In een interview onthulde Uznański dat Mirosław Hermaszewski (de eerste kosmonaut van Polen) hem gedurende het hele proces steunde en de eerste persoon was die hem de ochtend na zijn selectie belde om hem te feliciteren.
In augustus 2023 kondigde de Poolse minister van Ontwikkeling en Technologie, Waldemar Buda, aan dat er in 2024 een Poolse astronaut naar het Internationale Ruimtestation (ISS) zou vliegen. Hij voegde daaraan toe dat als de missie doorging, Polen de kandidatuur van Uznański zou indienen, die op zijn beurt door de ESA en het Amerikaanse bedrijf Axiom Space zou moeten worden goedgekeurd. Uznański werd geaccepteerd en zou de tweede Pool worden die de ruimte in ging, na de vlucht van Mirosław Hermaszewski in 1978 met Sojoez 30.

## Axiom en Ignis
Uznański sloot zich op 1 september 2023 aan bij de ESA om zijn training voor Axiom Mission 4 te ondergaan. De lancering werd niet eerder dan april 2025 verwacht. Aan boord van de Crew Dragon die de missie naar de ISS zou uitvoeren, zou Uznański dezelfde Poolse vlag meenemen die in 1978 in de ruimte vloog, bevestigd aan Hermaszewski's ruimtepak, evenals het Poolse nationale gerecht pierogi (bereid in gevriesdroogde vorm door de Poolse chef-kok Mateusz Gessler). De POLSA -missie van Uznański heet Ignis. Andrzej Pągowski, die een poster ontwierp voor Hermaszewski's ruimtevlucht in 1978, maakte een nieuwe poster voor de Ignis-missie, die ook door Uznański-Wiśniewski werd meegenomen om aan boord van het ISS te worden gepresenteerd. Als "Mission Specialist 1" sloot Uznański zich aan bij Commandant Peggy Whitson van de Verenigde Staten, Piloot Shubhanshu Shukla van India en Mission Specialist 2 Tibor Kapu van Hongarije als bemanningslid van het SpaceX Dragon 2-ruimtevaartuig.
De Axiom 4-vlucht werd tussen mei en juni 2025 om diverse redenen meerdere malen vertraagd, waaronder ongunstig weer, buitensporig sterke winden in de bovenste delen van de atmosfeer binnen de vluchtcorridor van de raket, problemen met de Dragon-capsule en een brandstoflek dat pas enkele tientallen uren voor een van de geplande startdata op 10 juni werd ontdekt. De vluchtdata waren oorspronkelijk gepland op 29 mei, 8 juni, 10 juni, 12 juni, 18 juni en 22 juni 2025.  De astronauten brachten anderhalve maand in quarantaine door vóór de lancering. De missie werd nogmaals uitgesteld tot 25 juni 2025  en uiteindelijk succesvol gelanceerd om 6:31 uur UTC (2:31 uur EDT ) op die dag.
Reizen met een snelheid van 27,000 km/u (16.777 mph) op een hoogte van 200 kilometer hield Uznański-Wiśniewski de volgende toespraak voor de Poolse natie:
Beste Polen, vandaag zetten we een enorme stap in de richting van de technologische toekomst van Polen. Een Polen gebaseerd op wetenschap, kennis en visie. Laat deze missie het begin zijn van een tijdperk waarin onze moed en vasthoudendheid vorm geven aan het moderne Polen. Voor ons en voor toekomstige generaties. De kosmos heeft altijd mensen verenigd. Vandaag neem ik vanaf de aarde een deel van ieder van jullie. Jullie kracht en hoop, jullie vertrouwen. In de ruimte ben ik niet alleen, ik vertegenwoordig ons allemaal. Ik dank jullie met heel mijn hart voor jullie vertrouwen. Ruimte voor iedereen.— Sławosz Uznański-Wiśniewski, aan boord van Crew Dragon Grace, op 25 juni 2025, ~11 minuten in de vlucht
Aan boord van het ISS zal Uznański-Wiśniewski 13 experimenten uitvoeren die zijn voorgesteld en ontwikkeld door Poolse bedrijven, onderzoeksinstituten en universiteiten. Daartoe behoren onder meer tests van geavanceerde algoritmen voor kunstmatige intelligentie in microzwaartekrachtomstandigheden, onderzoek naar spiervrije communicatie met behulp van hersengolven, analyse van de impact van langdurige verblijven in de ruimte op de geestelijke gezondheid van de astronaut, metingen van geluidsniveaus op het ISS en de impact daarvan op de bemanning, en onderzoek naar het gebruik van microalgen in toekomstige missies en in de ruimtegeneeskunde. Er zijn ook een aantal directe gesprekken tussen Uznański-Wiśniewski en Poolse schoolkinderen gepland, met een educatief programma van interviews en experimenten.

## Privéleven

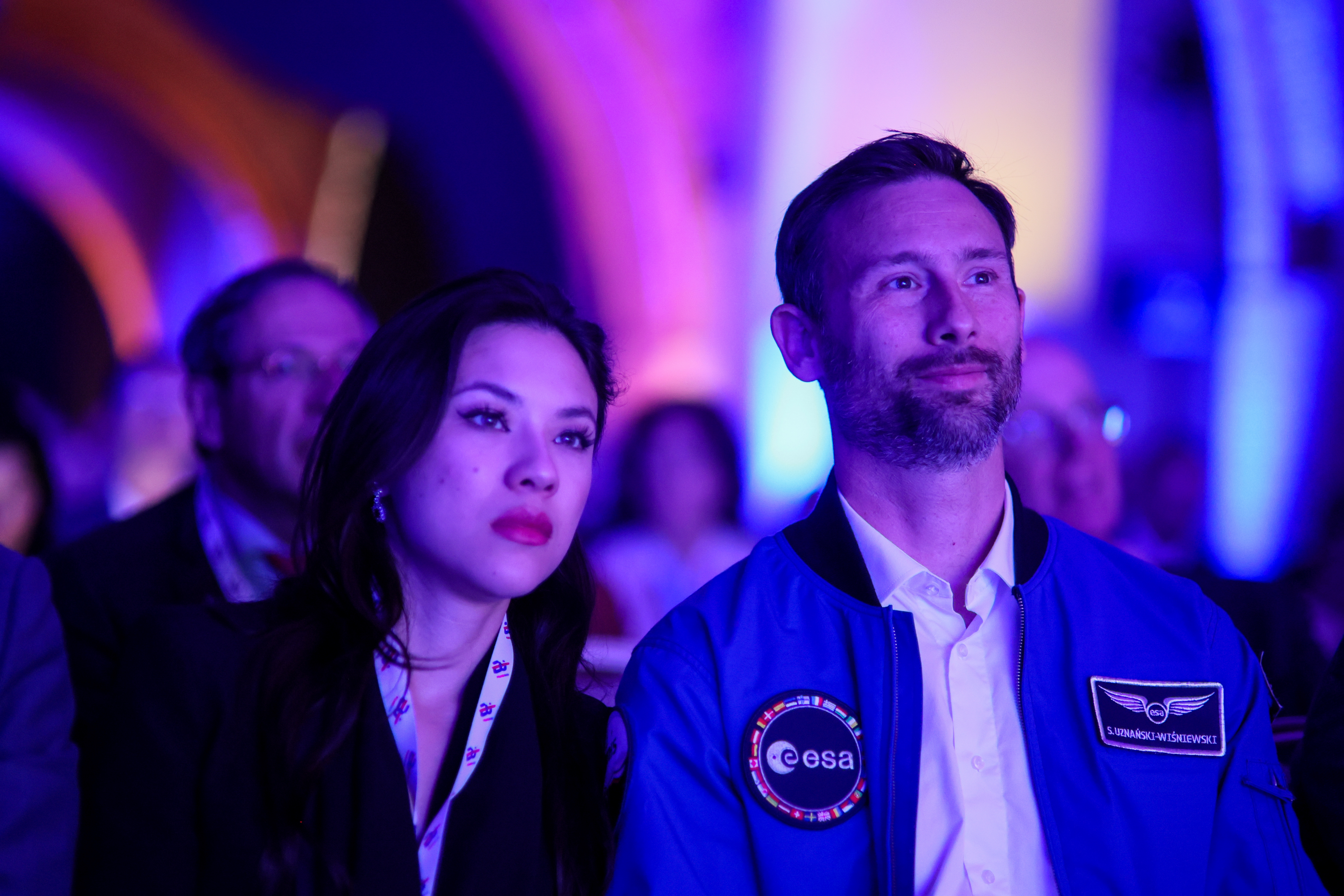
De Uznańscy-Wiśniewscy op de 3e ESA-veiligheidsconferentie in het Koninklijk Kasteel van Warschau, Polen, april 2025

Uznański-Wiśniewski spreekt Pools als moedertaal en vloeiend Engels en Frans. In zijn vrije tijd verkent hij graag de wereld door middel van bergbeklimexpedities, reizen naar afgelegen gebieden van de planeet en zeilescapades.In zijn tienerjaren maakte hij deel uit van het Poolse nationale zeilteam.
In 2025 trouwde Uznański met Aleksandra Wiśniewska, een politica, politicoloog, humaniste en sociaal activiste. Het echtpaar nam de dubbele achternaam Uznańscy-Wiśniewscy aan.

## Onderscheidingen en prijzen
- Jubileummedaille voor het 600-jarig bestaan van Łódź, uitgereikt in 2023 aan vooraanstaande personen uit de stad.[21]